# Петрохерсонецкий сельсовет
Петрохерсонецкий сельсовет — сельское поселение в Грачёвском районе Оренбургской области Российской Федерации.
Административный центр — село Петрохерсонец.

## История
9 марта 2005 года в соответствии с законом Оренбургской области № 1897/325-III-ОЗ образовано сельское поселение Петрохерсонецкий сельсовет, установлены границы муниципального образования.
26 июня 2013 года в соответствии с законом Оренбургской области № 1642/454-V-ОЗ Петрохерсонецкий сельсовет и Ягодинский сельсовет объединены с образованием муниципального образования Петрохерсонецкий сельсовет.

## Население
| 2010  | 2012  | 2013 | 2014  | 2015  | 2016  | 2017  |
| ----- | ----- | ---- | ----- | ----- | ----- | ----- |
| 784   | ↘764  | ↘753 | ↗1149 | ↘1126 | ↘1101 | ↘1082 |
| 2018  | 2019  | 2020 | 2021  |       |       |       |
| ↘1050 | ↘1018 | ↘999 | ↘955  |       |       |       |

## Состав сельского поселения
| № | Населённый пункт | Тип населённого пункта       | Население |
| - | ---------------- | ---------------------------- | --------- |
| 1 | Ждамировка       | село                         | 102       |
| 2 | Луговое          | село                         | 24        |
| 3 | Новоалексеевка   | село                         | 95        |
| 4 | Петрохерсонец    | село, административный центр | 505       |
| 5 | Урицкое          | село                         | 82        |
| 6 | Ягодное          | село                         | 393       |